# Indira Huilca

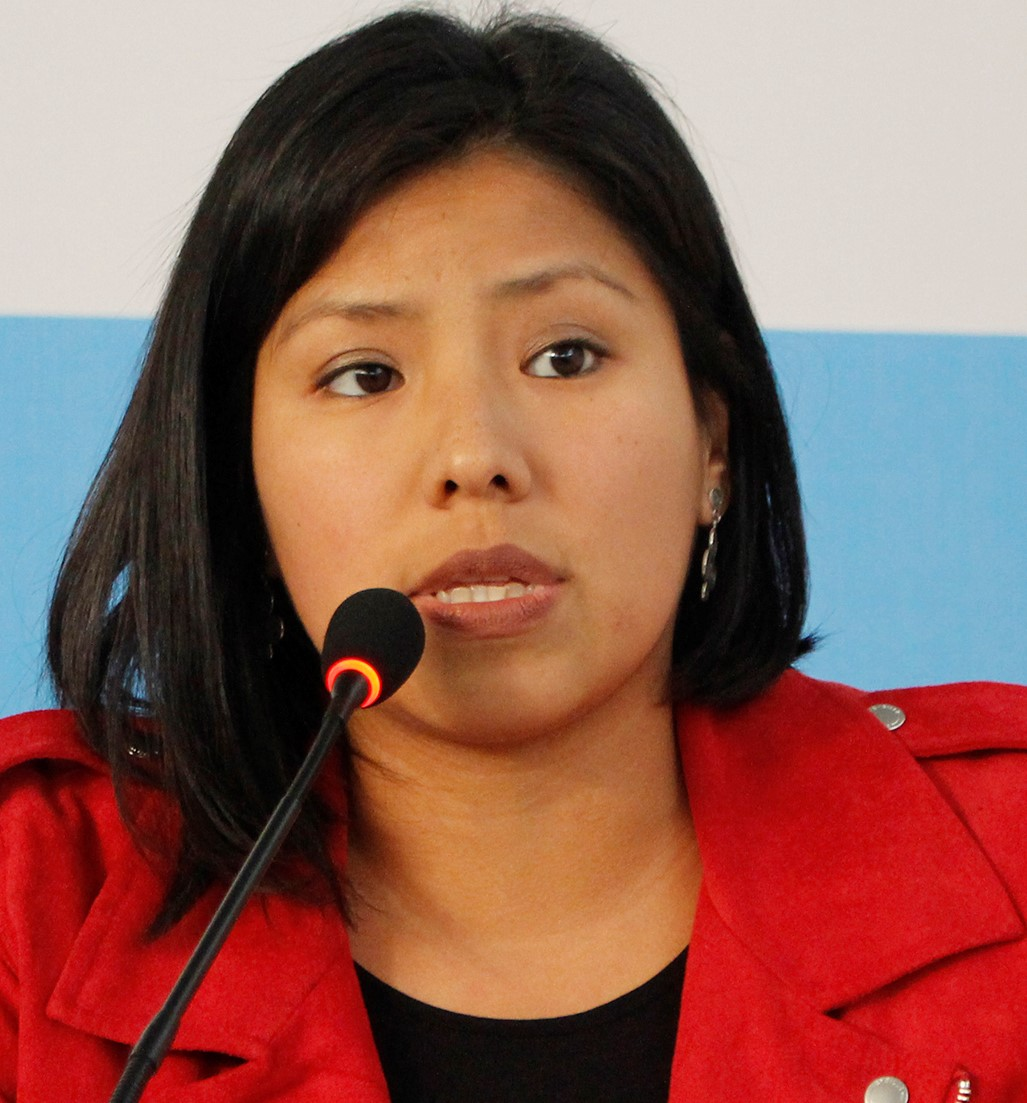
Indira Huilca, 2018

Indira Isabel Huilca Flores (geboren am 11. August 1988 im Distrikt La Victoria, Lima) ist eine peruanische Politikerin (ehemals Frente Amplio und Nuevo Perú). Sie war von 2016 bis 2019 Abgeordnete im peruanischen Kongress für die Region Lima Metropolitana.

## Leben
Indira Huilca wurde am 11. August 1988 im Distrikt La Victoria der peruanischen Hauptstadt Lima geboren. Sie ist Tochter des peruanischen Gewerkschafters Pedro Huilca Tecse, der sie nach der indischen Politikerin Indira Gandhi benannte. Als sie vier Jahre alt war, wurde ihr Vater vom paramilitärischen Grupo Colina ermordet, der vom damaligen peruanischen Präsidenten Alberto Fujimori gegen politische Gegner eingesetzt wurde. Unter der Regierung von Präsident Alejandro Toledo zahlte der Staat als Wiedergutmachung 250.000 US-Dollar an ihre Familie.
Huilca begann 2005 an der Universidad Nacional Mayor de San Marcos in Lima ein Bachelorstudium der Sozialwissenschaften, das sie 2011 abschloss. An der Pontificia Universidad Católica del Perú in Lima absolvierte sie ein Masterstudium der Politikwissenschaften.

## Politische Laufbahn
Nachdem im März 2013 in einem Abwahlreferendum ein Großteil der Mitglieder des Stadtrats von Lima abgewählt wurde und diese von den Parteien neu besetzt werden mussten, war Huilca vom April 2013 bis zum Dezember 2013 Stadträtin für die sozialdemokratische Partei Fuerza Social.
Bei den Wahlen in Peru 2016 trat sie als Mitglied des politisch linken Wahlbündnisses Frente Amplio an, um die Region Lima Metropolitana im peruanischen Kongress zu vertreten. Sie wurde für die Wahlperiode vom 27. Juli 2016 bis zum 26. Juli 2021 gewählt, verlor aber wie alle anderen Abgeordneten ihr Mandat, als Präsident Martín Vizcarra am 30. September 2019 den Kongress auflöste. Zur außerordentlichen Parlamentswahl in Peru 2020 trat sie nicht an.
Während ihrer Zeit als Abgeordnete trat sie besonders für LGBT- und Frauenrechte ein. So war sie von 2016 bis 2017 Präsidentin der Gewöhnlichen Kommission Frau und Familie (Comisión Ordinaria Mujer y Familia) des peruanischen Kongresses. Im Februar 2017 brachte sie zusammen mit Parteikollegin Marisa Glave einen Gesetzentwurf für die gleichgeschlechtliche Ehe in Peru ein, über den jedoch seitdem nicht abgestimmt wurde. Gemeinsam mit weiteren Abgeordneten nahm sie 2019 an der Pride-Parade in Lima teil, bei der sie auch eine Rede hielt.
Huilca änderte mehrmals ihre Parteizugehörigkeit. Im Juli 2017 verließ sie mit neun weiteren Abgeordneten die Fraktion des Frente Amplio und bildete die Gruppe und Partei Nuevo Perú, die im September 2017 offiziell als Fraktion anerkannt wurde. Als Grund für die Abspaltung gaben die Abgeordneten den Fraktionsvorsitzenden von Frente Amplio Marco Arana an, der Abgeordnete, die nicht seiner Partei Tierra y Libertad angehören, aktiv aus internen Diskussionen ausschließe. Im Oktober 2019 traten Huilca und Glave aus Nuevo Perú aus, nachdem Parteivorsitzende Verónika Mendoza im Vorfeld der außerordentlichen Parlamentswahlen in Peru 2020 mit Vladimir Cerrón von Perú Libre eine Allianz bildete. Sie begründeten ihre Entscheidung mit der Verurteilung Cerróns durch Korruption und seine wiederholten herabwürdigen Aussagen gegenüber verschiedenen sozialen Gruppen und insbesondere Frauen.
Trotz des Austritts aus Mendozas Partei unterstützte Huilca sie und ihr Wahlbündnis Juntos por el Perú bei ihrer Präsidentschaftskandidatur zu den Wahlen in Peru 2021, da Mendoza die einzige progressive Kandidatin mit einer realistischen Erfolgschance sei.